# ماش‌پلو
ماش‌پلو یکی از انواع پلوها در آشپزی ایرانی است. می‌توان ماش پلو را به‌عنوان یک غذای مجلسی به همراه ماهیچه، گوشت چرخی، گوشت گوسفندی یا گوشت گاو تکه ای، گوشت مرغ یا با کوفته قلقلی درست کرد.

## مواد لازم برای تهیه ماش‌پلو
- برنج خیسانده
- ماش
- نمک و روغن

## طرز پخت ماش‌پلو
ماش را در نیم لیتر آب و کمی نمک روی آتش ملایم می‌پزند. پس از ترکیدن دانه‌های ماش یک پیمانه آب سرد اضافه می‌کنند و پوست ماش را که روی آب شناور می‌شود با کفگیر می‌گیرند و آب‌کش می‌کنند و کنار می‌گذارند. برنج را مانند چلو ساده آب‌کش می‌کنند. مخلوط برنج و ماش را با کفگیر روی آب‌روغن می‌ریزند و دیگ را روی شعله می‌گذارند تا دَم بدهد بعد نیم پیمانه آب‌روغن روی برنج می‌دهند، دَم‌کنی می‌گذارند و شعله را ملایم می‌کنند. بعد از ۴۵ دقیقه ماش‌پلو دم کشیده است. گاهی کمی زیره به این پلو اضافه می‌کنند.
در کتاب هنر آشپزی، تألیف رزا منتظمی لابه‌لای ماش‌پلو گوشت خرد کرده را که با پیاز سرخ شده و کمی رب گوجه‌فرنگی پخته شده است، اضافه می‌کنند.

## خواص ماش‌پلو
بخش اصلی پروتئین در پلوی ماش از ماش و برنج تشکیل می‌شود. پروتئین در ساخت انسان نقش مهمی داشته و برای رشد و توسعه ماهیچه‌ها بسیار حیاتی است.
پلوی ماش حاوی بسیاری از ویتامین‌های مورد نیاز بدن است مانند ویتامین C، ویتامین B، ویتامین E و ویتامین K. این ویتامین‌ها در حفظ سلامت پوست، بهبود سیستم ایمنی بدن و کاهش التهاب‌ها مؤثر هستند.